# Пономаренко Григорій Якович
Пономаренко Григорій Якович (нар. 1922, с. Надлак Новоархангельського району Кіровоградської області — 2009) — історик, професор кафедри історії слов'ян Донецького національного університету, доктор історичних наук, професор, «Заслужений працівник вищої школи України», Має іменні відзнаки — «Відмінник вищої школи СРСР», «Відмінник народної освіти України». Заслужений професор Донецького національного університету, президентський стипендіат (1999 р.).

## Біографія
Закінчив Кременчуцьку військову авіаційну школу, історичний факультет Київського національного університету ім. Т. Г. Шевченка.
Упродовж 1975–1986 рр. — ректором Донецького державного університету.
Учасник бойових дій у Великій Вітчизняній війни 1941–1945 рр. Інвалід війни II групи з 1943 р.
Основна сфера наукових інтересів Г. Пономаренка — дослідження трудової діяльності робітничого класу України у міжвоєнний період (1918–1939 рр.). Професор Г. Я. Пономаренко є засновником наукової школи «Проблеми індустріальної модернізації Донбасу в 20-30 рр.». З цієї тематики ним підготовлено 5 докторів і 35 кандидатів наук. З них багато працювали зав.кафедрами, деканами факультетів, два вічених обиралися на посади ректорів ВНЗ України (К. В. Балабанов, І. О. Кліцаков).

## Науковий доробок
150 наукових праць, в тому числі у три особистих (30 друк.арк.) і 12 колективних монографій
- История технического развития угольной промьішленности Донбасса. — В 2-х т. — К.: Наук.думка, 1969;
- Во главе трудового подьема. — К.: Вища шк., 1971; Курсом индустриализации. — Донецк: Донбас, 1974;
- Очерки истории Донецкой областной комсомольской организации. — К.: Молодь, 1987; Донецький політехнічний інститут. — Донецьк, 1997;

## Нагороди
Ордени: «За мужність», Вітчизняної війни I ступеня, Трудового Червоного Прапора, «Знак Пошани», Медалі: «За доблесну працю у Великій Вітчизняній війни 1941–1945 рр.» та ін.; Почесною грамотою Президії Верховної Ради України.

## Інтернет-ресурси
- Пономаренко Григорій Якович